# Бухта Радости
Бухта Радости — азербайджанский советский фильм, снятый режиссёром Эльдаром Кулиевым. Премьера — апрель 1978 года (Москва)

## О фильме
О строительстве первого в мире морского нефтяного промысла. Место и время действия — 1920-е годы, Азербайджан, Сураханские промыслы.
1-я серия «Диверсия назначена на завтра»,
2-я серия «Начало легенды».

## В ролях
- Гасанага Турабов — Али-заде (дублировал Владимир Дружников)
- Алиаббас Гадиров — Назим (дублировал Валентин Грачев)
- Пантелеймон Крымов — Потёмкин (дублировал Алексей Алексеев)
- Гасан Мамедов — Рустамов (дублировал Борис Кордунов)
- Нодар Шашик-оглы — Николаев (дублировал Олег Мокшанцев)
- Таниля Ахмерова — Лейла (дублировала Алена Чухрай)
- Галина Андреева — Екатерина Александровна (дублировала Нина Зорская)
- Радован Лукавский — Бойль (дублировал Владимир Балашов)
- Эдуард Дубский — Детердинг
- Йозеф Лангмилер — Ллойд Джордж
- Алексей Сафонов — Романов
- Ф. Валецки — Манташев
- Рамиз Меликов — Асанов (дублировал Сергей Голик)
- Абдул (Абдула) Махмудов — Абдул (дублировал Валентин Брылеев)
- Мухтар Маниев — Ахмед (дублировал Владимир Гусев)
- Садых Гусейнов — Фатуллаев (дублировал Сергей Курилов)
- Константин Адамов — фотограф (дублировал Михаил Глузский)
- Николай Бармин — Петрович
- Шахмар Алекперов — Салех (дублировал Алексей Бахарь)
- В. Дашдамиров — Али (дублировал Станислав Руднев)
- Софа Басирзаде — Ольга Николаевна
- Расим Балаев — Изабек

## Съёмочная группа
- Режиссёр — Эльдар Кулиев
- Сценаристы — Эльдар Кулиев
Георгий Мдивани
- Оператор — Расим Исмайлов
- Композитор — Полад Бюль-Бюль оглы
- Художник — Рафис Исмайлов